# Роберт Рут
Робер Рут (англ. Robert Ruth; народ. 1 січня 1936, Чикаго, Іллінойс — 29 грудня 2018) — американський актор.

## Біографія

### Ранні роки життя
Роберт Рут народився у Чикаго, штат Іллінойс. Він займався боксом у турнірі «Золоті рукавички». Вступив до морської піхоти у віці 17 років та став експертом під час Корейської Війни.

### Акторська діяльність
Після вивчення акторської майстерності в театрі Goodman в Чикаго, Рут зіграв в епізоді серіалу Шосе 66 (англ. Route 66) і мав невелику роль у Сідні Поллака у фільмі Загнаних коней пристрілюють, чи не так?(1969) перед переходом на Манхеттен-Біч, щоб продовжити кар'єру в Голлівуді.
Брав участь у телевізійних серіалах. Знімався у багатьох фільмах.

## Приватне життя
Залишилися діти: Монті, Адам і Ріґан, онуки: Ешлі, Бріджит та колишня дружина Енн.

## Фільмографія

### Актор (1997 - 2018)
| Рік   |   | Українська назва          | Оригінальна назва       | Роль                   |
| ----- | - | ------------------------- | ----------------------- | ---------------------- |
| 2002  | ф | Спіймай мене, якщо зможеш | Catch Me If You Can     | Адміністратор готелю   |
| 2001  | ф | Повітряна лють            | Air Rage                | Літній чоловік         |
| 2001  | с | Усі люблять Реймонда      | Everybody Loves Raymond | репортаж з місця подій |
| 1999  | ф | Диллинджер мертвий        | Dillinger in Paradise   | Коротка роль           |
| —1998 | с | Самозванець               | The Pretender           | Робітник № 2           |
| —1998 | с | Фрейзер (телесеріал)      | Frasier                 | тренер Nugent          |
| 1997  | ф | Дилема (фільм)            | Dilemma                 | Шеріф                  |
| 1997  | ф | Мій брат Джек (фільм)     | My Brother Jack         | Водій таксі №2         |
| 1997  | ф | Ескорт (фільм)            | The Escort              | Лейтенант Вест         |